# Vultee BT-13 Valiant
De Vultee BT-13 Valiant was een lesvliegtuig van het Amerikaanse United States Army Air Corps voor en tijdens de Tweede Wereldoorlog. Vultee Aircraft ontwierp het als Model 74 en won er aan het einde van de jaren 1930 een contract mee van het USAAC. Het toestel kreeg de militaire aanduiding BT-13; BT staat voor Basic Trainer. Leerling-piloten vlogen ermee nadat ze de elementaire training op primary trainers zoals de Boeing-Stearman PT-17 Stearman of de Fairchild PT-19 hadden doorlopen, en voordat ze naar de gevorderde training (advanced trainer) gingen op de North American AT-6 Texan.
De BT-13 Valiant was een metalen laagdekker met een breed, niet intrekbaar landingsgestel. Het toestel werd aangedreven door een negencilinder stermotor. De eerste 300 Valiants werden in 1939 geleverd. Ze hadden een Pratt & Whitney R-985-25 Wasp Junior-motor van 450 pk.
De Valiant werd in grote aantallen gebouwd tijdens de Tweede Wereldoorlog. Het type werd ook gebruikt op de Royal Netherlands Military Flying School in Jackson (Mississippi). Tot 1944 zijn er meer dan 11.500 van gebouwd in diverse varianten. De BT-13A was de meestgebouwde versie, met een nieuwere Pratt & Whitney R-985-AN-1-motor. De BT-13B verschilde van de BT-13A door een elektrisch systeem op 24 volt in plaats van 12 volt. Er werden ook 2.000 Valiants voor de US Navy gebouwd die de aanduiding SNV-1 en -2 kregen. Een aantal Valiants had een Wright R-975-motor; deze kregen de aanduiding BT-15.
De piloten gaven het toestel de bijnaam Vibrator, omdat het dak van de cockpit bij kruissnelheid de neiging had om te gaan trillen.
Na de oorlog werden de Valiants snel uit dienst genomen. Vele Vultees werden aan dumpingprijzen verkocht en vonden een nieuw leven als sproeivliegtuig in de landbouw of als bron van wisselstukken. Voor de oorlogsfilm Tora! Tora! Tora! werden een aantal BT-13 en BT-15's gebruikt die werden omgebouwd zodat ze voor Japanse Aichi D3A "Val" konden doorgaan.

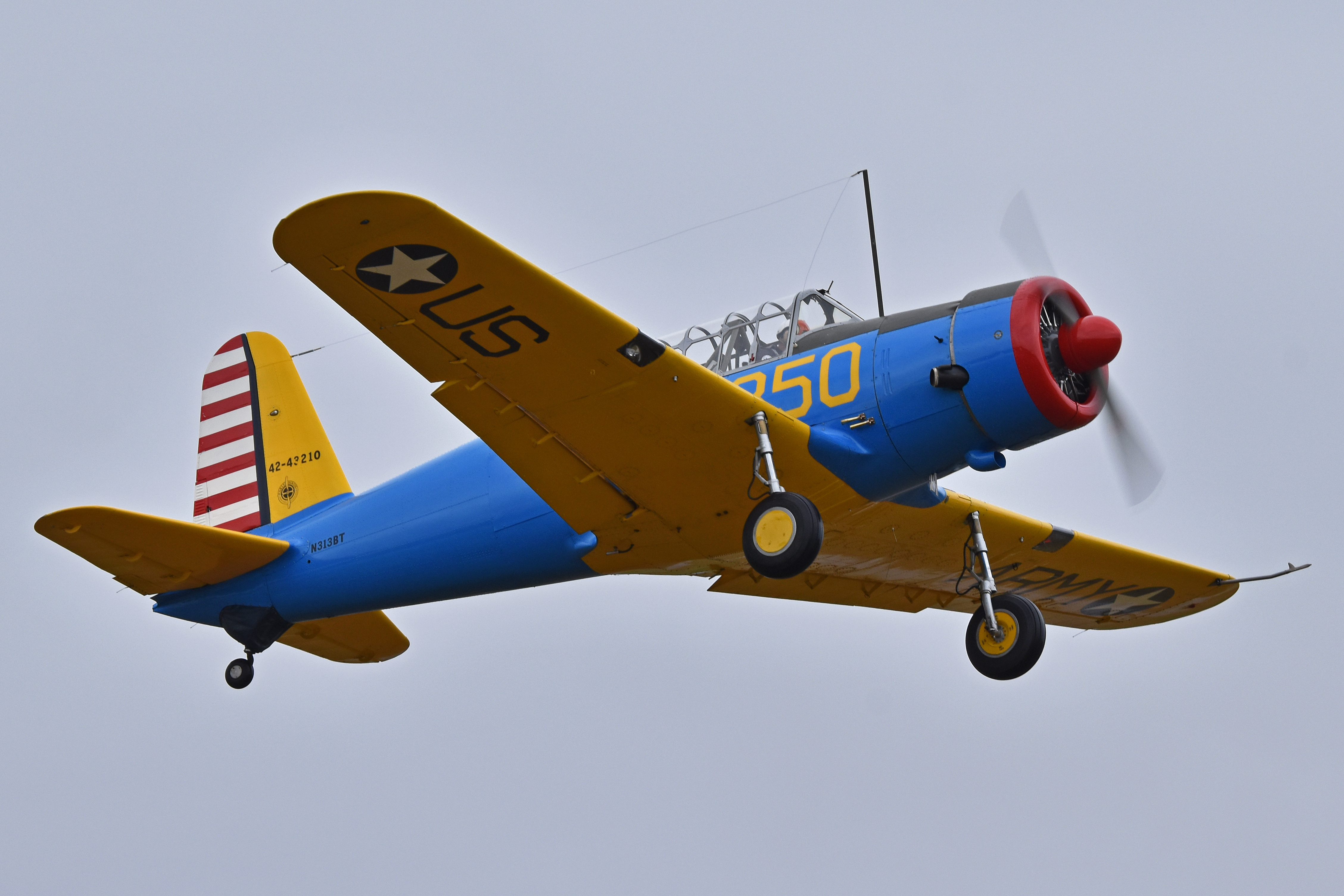
Gerestaureerde Vultee BT-13 Valiant van Stichting Vroege Vogels